# Der total verrückte Mumienschreck
Der total verrückte Mumienschreck (Originaltitel: Carry On Behind) ist der 27. Film aus der Carry-On-Filmreihe.

## Inhalt
Die beiden Archäologen Roland Crump und Anna Vrooshka möchten gerne eine antike römische Siedlung ausgraben. Das Problem bei der Sache ist jedoch, dass sich ausgerechnet auf dem Grabungsgelände ein Campingplatz befindet. Dieser ist, da man grade Hochsaison hat, voller Camper, die sich nicht von den wissenschaftlichen Buddeleien stören lassen wollen.

## Bemerkungen
Mit Der total verrückte Mumienschreck hat die Reihe ihre schlechteste Zeit erreicht. Die Erfolge an der Kinokasse wollten sich nicht mehr so einstellen wie zuvor. Der langjährige Drehbuchautor Talbot Rothwell hatte die Serie verlassen und wurde vom offensichtlich überforderten Dave Freeman ersetzt. Zum ersten Mal versuchte man die Zuschauer auch damit ins Kino zu locken, dass man einen bekannten Gaststar aufbot. Doch auch Elke Sommer konnte weder den Film noch den Erfolg retten. Auch wurden die einstmaligen Heroen der Reihe, Sidney James, Charles Hawtrey und Hattie Jacques, schmerzlich vermisst.
Für Patsy Rowlands und Bernard Bresslaw war Der total verrückte Mumienschreck der letzte Auftritt in einem Carry On…. Joan Sims, die im Film Patsy Rowlands' Mutter spielt, ist im wahren Leben jedoch nur vier Jahre älter.
Der Film spielt eigentlich im Sommer, jedoch war es zur Drehzeit bitterkalt, zeitweise musste man die Dreharbeiten sogar wegen Schnee unterbrechen. Danach war der Drehplatz eine einzige Matschwüste. Der Platz war derselbe, auf dem man auch Das total verrückte Campingparadies drehte. Es war ein Teil des Geländes des Pinewood Studios. Die sich aus den Wetterkapriolen ergebenen Probleme führten dazu, dass man das Budget des Films überzog.

## Kritiken
- Produktion aus der banalen Klamauk-Serie „Carry On…“. – „Lexikon des internationalen Films“ (CD-ROM-Ausgabe), Systhema, München 1997

- „(…) Elke Sommers eher ulkiger Humor hält den schrägen Klamauk eines Restbestands des ‚Carry on‘-Teams in Schranken.“ (Wertung: 1½ Sterne = mäßig) – Adolf Heinzlmeier und Berndt Schulz in Lexikon „Filme im Fernsehen“ (Erweiterte Neuausgabe). Rasch und Röhring, Hamburg 1990, ISBN 3-89136-392-3, S. 31

## Medien

### DVD-Veröffentlichung
- Der total verrückte Mumienschreck. MMP/AmCo 2006